# God of War III
God of War III — компьютерная игра в жанре приключенческого экшена с элементами hack and slash 2010 года, разработанная Santa Monica Studio и изданная Sony Computer Entertainment для PlayStation 3 16 марта 2010 года. Это пятая часть игровой серии God of War, седьмая игра по хронологии и прямое продолжение God of War II 2007 года. В основе God of War III лежит греческая мифология, её события разворачиваются в Древней Греции, а протагонистом выступает спартанский воин и бывший бог войны Кратос, который ранее был предан своим кровным отцом, царём олимпийских богов Зевсом. В отместку Кратос начинает новую войну между богами и титанами. Во время восхождения на гору Олимп мать-земля Гея также предаёт спартанца, в результате чего тот падает в загробный мир. Под руководством духа погибшей богини мудрости Афины уничтожающий возникающих на его пути монстров, богов и титанов Кратос отправляется на поиски Пандоры: с её помощью спартанец намеревается открыть легендарный артефакт, который поможет ему отомстить Зевсу и положить конец правлению олимпийцев.
God of War III напоминает предыдущие проекты франшизы с точки зрения игрового процесса: протагонист атакует встречающихся на его пути противников различными комбо-ударами с помощью основного оружия — Клинков Изгнанника — и вторичного, приобретаемого по мере прохождения сюжетной кампании. В игре есть механика quick time event (QTE), при которой игроку необходимо в определённый момент выполнить различные действия с контроллером, чтобы победить более сильных врагов и боссов. Также главный герой обладает четырьмя магическими способностями и дополнительной пятой, которая увеличивает урон от его базовых атак. Ко всему прочему, игровой процесс содержит элементы головоломки и платформера. Разработчики обновили магическую систему, улучшили внутриигровую камеру, увеличили количество разнообразных врагов и добавили загружаемый контент.
God of War III получила всеобщее признание критиков, которые хвалили графику, игровой процесс и масштабность проекта, хотя сюжет был воспринят неоднозначно. Игра одержала победу в нескольких номинациях, таких как «Самая ожидаемая игра 2010 года» и «Лучшая игра для PS3» на Spike Video Game Awards в 2009 и 2010 годах, а также была удостоена премии BAFTA за «Художественные достижения» на церемонии 2011 года. Она имела коммерческий успех — более 5,2 млн проданных копий по всему миру к июню 2012 года, благодаря которому она является одной из самых прибыльных частей серии God of War и 9-й самой продаваемой игрой для PlayStation 3. После выпуска God of War III некоторые рецензенты назвали её одной из величайших компьютерных игр в истории. Проект стал частью сборника God of War Saga, релиз которого состоялся 28 августа 2012 года. 14 июля 2015 года Sony выпустила её ремастер God of War III Remastered для PlayStation 4; по состоянию на июнь 2023 года было продано около 4 млн копий этой версии. После выпуска двух приквелов проекта 20 апреля 2018 года состоялся релиз его продолжения под названием God of War, одновременно являвшегося мягким перезапуском франшизы, в котором греческую мифологию сменила скандинавская.

## Игровой процесс
God of War III — приключенческий экшен, напоминающий предыдущие части серии с точки зрения игрового процесса: это однопользовательская компьютерная игра с видом от третьего лица и фиксированной камерой. Игрок управляет персонажем Кратосом, который атакует встречающихся на его пути противников различными комбо-ударами. Протагонист противостоит вымышленным существам из греческой мифологии — кентаврам, гарпиям, химерам, циклопам, сатирам, минотаврам, сиренам, церберам и горгонам. Помимо hack and slash, в игре есть элементы других жанров компьютерных игр, в частности платформера: так, для преодоления внутриигровых препятствий персонаж карабкается по стенам, перепрыгивает через пропасти, раскачивается на верёвках и балансирует на балках. Также в God of War III присутствуют головоломки различного уровня сложности: например, разместить несколько предметов в разных частях уровня, чтобы разблокировать проход к следующей локации. Помимо глаз горгоны, увеличивающих показатели очков здоровья, и перьев феникса, повышающих запас очков магии, из предыдущих игр, в игре появляются рога минотавра, которые усиливают шкалу предметов, представляющих собой вторичное оружие.
Вместо Клинков Афины из предыдущих частей франшизы основным оружием Кратоса являются аналогичные им Клинки Изгнанника — прикреплённые к покрывающим запястья и предплечья цепям парные клинки; в сражениях игрок может различным образом атаковать ими на ближней и средней дистанциях. По мере прохождения сюжетной кампании Кратос приобретает дополнительное оружие — Когти Аида, Немейские цестусы и Бич Немезиды, при использовании которых его стиль боя меняется. В отдельных случаях с помощью этого оружия спартанец прокладывает себе путь: например, Немейский Цестус разрушает состоящие из оникса препятствия.
В отличие от предыдущих игр, Кратос изучает магические способности после приобретения нового оружия, каждое из которых позволяет ему использовать уникальную атаку; в случае с Клинками Изгнанника это «Армия Спарты». Благодаря магии протагонист открывает новые способы убийства: например, способность Когтей Аида, Вызов души, призывает душу монстра, которая атакует противников. Другими магическими атаками являются «Немейский рык» и «Ярость Немезиды». Помимо четырёх вторичных орудий, спартанец обладает тремя предметами — луком Аполлона, головой Гелиоса и сандалиями Гермеса, каждый из которых необходим для прохождения определённых этапов игры: например, голова Гелиоса используется как фонарь в тёмных областях и позволяет обнаружить скрытые дверные проёмы.
Из прошлых частей в игру вернулись реликвии — трезубец Посейдона, Золотое руно и крылья Икара; с помощью последних Кратос преодолевает различные препятствия, а Золотое руно используется для отражения вражеских атак. Душа Аида позволяет Кратосу плавать в реке Стикс. Клинок Олимпа, основное оружие из God of War II, открывает доступ к специальной способности «Ярость Спарты» — на короткое время Кратос становится неуязвимым, а урон от его атак возрастает.
В игре появляются новые боевые манёвры, в частности, простой захват, позволяющий Кратосу использовать противника в качестве тарана, и захват на расстоянии: в зависимости от оружия спартанец либо притягивает врагов к себе, либо сам притягивается к ним; на определённых этапах игры протагонист использует его, чтобы оседлать гарпий для пересечения пропастей. Теперь комбинации Кратоса не прерываются во время смены оружия. По мере прохождения игрок может найти «Божественные Принадлежности» — реликвии и трофеи, которые предоставляют дополнительные бонусы, такие как нескончаемый запас магии в режиме «Новая игра плюс». После завершения сюжетной кампании открывается состоящий из семи этапов режим испытаний под названием «Испытания Олимпа», для прохождения которого пользователю необходимо выполнить определённые условия: например, убить всех врагов без оружия за ограниченное время. В награду игрок получает альтернативные костюмы для Кратоса, видеоролики о разработке игры, концепт-арты персонажей и эскизы окружения. В новом режиме «Боевая арена» игрок может установить уровень сложности и отточить свои навыки на выбранных противниках.

## Сюжет

### Сеттинг и персонажи
Как и в случае с предыдущими проектами серии God of War, события третьей части разворачиваются в альтернативной версии Древней Греции, населённой олимпийскими богами, титанами и другими мифическими существами. Действие игры происходит между God of War II (2007) и God of War (2018). Протагонист посещает несколько локаций на горе Олимп, включая гробницу Ареса, древний город Олимпию, Путь Эос, лабиринт, различные области Дворца богов, такие как Форум и Сады Геры, а также загробный мир и Тартар.
На разных сторонах горы Олимп расположены гробница с останками бывшего бога войны Ареса и Олимпия. Сразу за городом находится скрытая пещера у подножия горы под названием Путь Эос. Олимпийцы проживают во Дворце богов, на территории которого расположены Форум, Сады Геры, а также покои Афродиты и Посейдона. Лабиринт представляет собой большую головоломку, сконструированную архитектором Дедалом с целью заточить Пандору в Пещерах Олимпа, где обитают Скорпион и его потомство. Загробный мир — это разделённое рекой Стикс царство мёртвых, которым управляет Аид. Во дворце Аида хранятся останки его жены Персефоны, убитой Кратосом в Chains of Olympus. Также там находятся статуи трёх судей, которые удерживают «Цепь Баланса», соединяющую загробный мир с Олимпом. Тартар — это тюрьма, в которую Зевс изгнал титана Кроноса после того, как Кратос выкрал Ящик Пандоры из Храма Пандоры в God of War.
Главный герой игры, спартанский воин-полубог Кратос (Терренс С. Карсон), стал богом войны после того, как убил предыдущего носителя этого титула — Ареса, но вскоре был предан царём олимпийских богов и по совместительству своим кровным отцом Зевсом (Кори Бёртон), которому поклялся отомстить. По мере развития сюжета появляются другие греческие боги: богиня мудрости, а также наставница и союзница Кратоса Афина (Эрин Торпи), бог морей Посейдон (Гидеон Эмери), бог загробного мира Аид (Клэнси Браун), бог-кузнец Гефест (Рип Торн), вестник богов, а также бог скорости и торговли Гермес (Грег Эллис), бог солнца Гелиос (Криспин Фримен), царица богов Гера (Эдриенн Барбо) и богиня любви Афродита (Эйприл Стюарт). Им противостоят несколько титанов, в частности, Гея (Сьюзан Блэйксли), Кронос (Джордж Болл), Эпиметей, Океан и Перс. На пути Кратоса возникают такие второстепенные персонажи, как полубог и единокровный брат спартанца Геракл (Кевин Сорбо), архитектор Дедал (Малкольм Макдауэлл) и очеловеченное творение Гефеста Пандора (Натали Лэндер). Также в игре появляются три судьи загробного мира — царь Минос (Марк Моусли), царь Радамант и царь Эак, — заточённый в загробном мире за свои чувства к Персефоне Пирифой (Саймон Темплман), жена Кратоса Лисандра (Гвендолин Йео) и их дочь Каллиопа (Деби Дерриберри).

### История
Кратос, Гея и другие титаны поднимаются на гору Олимп, чтобы уничтожить олимпийских богов. Посейдон пытается дать отпор, однако Кратос убивает его, в результате чего Грецию затопляет океан. Затем спартанец атакует Зевса на вершине Олимпа, однако царь богов сбивает его своей молнией. Повисшая на склоне горы Гея отказывается спасти Кратоса, считая его лишь пешкой в войне между богами и титанами, в результате чего бывший бог войны падает в реку Стикс, где теряет Клинок Олимпа, после чего души загробного мира ослабляют его и разрушают Клинки Афины. Выбравшись из реки, он встречает дух Афины, которая вознеслась на более высокий уровень существования после того, как пожертвовала собой, чтобы спасти Зевса от Кратоса. Она отдаёт спартанцу Клинки Изгнанника и заявляет, что источником силы Зевса является Пламя Олимпа. Отыскав трёх Судей загробного мира и «Цепь Баланса», Кратос сталкивается с духом Пандоры, которую он изначально принимает за погибшую Каллиопу. После встречи с Гефестом и возвращения Клинка Олимпа он убивает Аида и освобождает души из загробного мира. Изначально Кратос собирается отправиться на поиски души Каллиопы, однако Афина напоминает ему о его миссии, и спартанец покидает загробный мир. Достигнув Олимпии, Кратос обнаруживает Гею, которая умоляет его о помощи, однако бывший бог войны отрубает ей руку в отместку за предательство, в результате чего та падает со склона.
Кратос продолжает своё восхождение на Олимп, попутно убивая могущественных врагов, таких как Перс и Гелиос; после смерти последнего Греция погружается в вечную тьму. Во время преследования Гермеса спартанец узнаёт, что Ящик Пандоры находится в Пламени Олимпа, которое, по словам Афины, может быть потушено только самой Пандорой. Затем Кратос ловит Гермеса и убивает его, в результате чего жителей Греции настигает чума. На Форуме он получает аудиенцию у пьяной Геры, которая игнорирует его просьбу раскрыть местоположение Пандоры и призывает Геракла. Кратос предлагает своему единокровному брату отказаться от поединка, однако тот, желая стать новым богом войны, заявляет, что победа над спартанцем станет его последним, тринадцатым подвигом, и бросает ему вызов. После убийства Геракла Кратос сталкивается с Афродитой, богиней, которой безразлична развернувшаяся война. Она указывает ему путь к своему мужу Гефесту через Врата Гипериона. Узнав о намерении спартанца потушить Пламя Олимпа, бог-кузнец отправляет его в Тартар, чтобы тот добыл необходимый для изготовления нового оружия Омфал, находящийся у Кроноса. Кратос убивает титана и возвращается к Гефесту, который пытается убить спартанца после создания Бича Немезиды, однако бывший бог войны пронзает кузнеца его собственной наковальней. Перед смертью Гефест признаётся, что пытался защитить свою дочь Пандору, заключённую в лабиринт после того, как Кратос открыл её ящик, и умоляет спартанца пощадить её. С помощью Врат Гипериона Кратос попадает в Сад Геры, где убивает царицу богов за оскорбление Пандоры, прежде чем направиться в Лабиринт; смерть богини приводит к гибели всех растений в Греции.
Обезумевший от известий о смерти своего сына Икара Дедал умирает после того, как бывший бог войны пробирается через его лабиринт на пути к Пандоре. Нейтрализовав судей и разорвав «Цепь Баланса», Кратос поднимает лабиринт в небеса, а Пандора пытается войти в Пламя. На пути спартанца встаёт Зевс, в результате чего между ними начинается поединок, однако Пандора, несмотря на протест Кратоса, жертвует собой, чтобы спасти бывшего бога войны. Обнаружив, что Ящик Пандоры пуст, Кратос нападает на Зевса, однако их сражение прерывает Гея, чтобы убить обоих. Они избегают гибели с помощью открытой раны на её теле и продолжают битву внутри груди титана. Кратос пронзает своего отца Клинком Олимпа у сердца Геи, тем самым убивая их обоих. Полагая, что Зевс мёртв, Кратос уходит, однако атаковавшая его астральная форма царя богов лишает спартанца оружия и сил. Прежде чем Зевс успевает добить Кратоса, тот, движимый голосом Пандоры, выбирается из своих кошмаров. Благодаря поддержке духов Каллиопы и Лисандры Кратос наконец прощает себя, а затем приходит в сознание вместе с силой надежды. Спартанец возвращает дух Зевса в его физическую оболочку, а затем до смерти избивает царя богов.
Наблюдая за охваченной хаосом Грецией, Кратос вновь встречает Афину, которая требует вернуть ей содержимое Ящика Пандоры. Когда спартанец заявляет, что ящик пуст, она отказывается в это верить и раскрывает ему правду: после окончания войны между богами и титанами Зевс запечатал зло со всего мира в Ящик, а Афина поместила в него силу надежды, предвидя, что артефакт в конечном итоге будет открыт. Когда Кратос открыл ящик, чтобы победить Ареса, зло вырвалось наружу и постепенно извратило богов, в то время как спартанец получил надежду, которая не могла проявиться из-за чувства вины и неудач его прошлой жизни. Богиня мудрости требует вернуть ей надежду, чтобы распорядиться этой силой по назначению. Понимая, что Афина жаждет власти, Кратос отказывается и пронзает себя Клинком Олимпа, тем самым дав человечеству надежду на возрождение. Разочарованная Афина уходит с пустыми руками, а Кратос падает на фреску с изображением феникса. В сцене после титров виден ведущий от фрески и Клинка Олимпа кровавый след, подразумевающий, что бывший бог войны выжил.

## Разработка
В 2007 году создатель и геймдизайнер God of War Дэвид Джаффе дал интервью GameTrailers, в котором раскрыл первоначальную задумку франшизы, отличающуюся от основанного на видении Стига Асмуссена финала God of War III. По словам Джаффе, серия должна была ответить на вопрос: «Почему больше нет греческих мифов?». Из-за войны между богами и титанами Земля превращалась в настоящий ад, а после убийства Зевса и других олимпийцев в конфликт вмешивались представители других пантеонов. В конечном итоге люди перестали верить в богов, что, по словам Джаффе, положило конец их существованию. Анонс God of War III состоялся во время продвижения God of War II, когда режиссёр проекта Кори Барлог заявил, что предстоящая игра будет поддерживать разрешение 1080p — в конечном итоге оно было понижено до 720p — и функции наклона и вибрации Sixaxis. Это заявление вызвало недоумение у прессы и фанатов серии, так как предшествовавший DualShock 3 контроллер не поддерживал функцию вибрации. Во время мероприятия Game Developers Conference 2009 разработчики игры заявили, что «не смогли найти подходящий повод для эффективного использования функции наклона Sixaxis в игре».
После первых восьми месяцев разработки God of War III Барлог покинул Santa Monica Studio. Вместо него проект возглавил Стиг Асмуссен, который ранее был ведущим художником по окружению God of War и арт-директором God of War II. В интервью IGN Асмуссен заявил, что Барлог «оказал большое влияние на игру» и несколько раз общался и обменивался идеями с другими разработчиками после того, как покинул команду, хотя формального сотрудничества не было. Также они взаимодействовали с Джаффе и интересовались его мнением относительно некоторых ключевых моментов. В начале разработки, когда её ещё возглавлял Барлог, создатели задумывались о добавлении кооператива, однако в ноябре 2009 года Асмуссен заявил GamePro следующее: «Мы хотим рассказать определённую историю и предоставить определённый опыт, а мультиплеер не вписывается в наши планы». К декабрю 2009 года игра находилась на финальной стадии разработки.
В декабре 2008 года представители Sony сообщили, что God of War III станет последней игрой франшизы, однако в январе 2010 года глава Santa Monica Джон Хайт заявил в интервью Joystiq: «Хотя God of War III завершит трилогию, она не станет концом для франшизы… Мы будем очень осторожны с тем, что последует дальше». Асмуссен упомянул о возможном загружаемом контенте, отметив, что, хотя в игре будет представлен обычный режим испытаний, дополнительные режимы испытаний могут выпускаться в формате DLC. В марте 2009 года представители Sony интересовались мнениями владельцев PlayStation 3 относительно выхода коллекционного издания игры. В октябре состоялся анонс Ultimate Edition для североамериканского региона, после чего стало известно о выпуске Ultimate Trilogy Edition в Европе, Австралии и Новой Зеландии, в то время как в Японии было анонсировано Trilogy Edition; в последнем случае Computer Entertainment Rating Organization присвоила изданию рейтинг Z — «только для взрослых», хотя предыдущие версии God of War III представители организации сочли подходящими для игроков от 17 лет и старше.

### Технические особенности
По словам Асмуссена, во время разработки God of War III для PlayStation 3 сложность ощущалась во всём: создание отдельных сцен, таких как обезглавливание Гелиоса, могло занять год, так как планка качества детализации была настолько высока, что за неё отвечали сразу несколько отделов. Технические возможности консоли не ограничивали их в создании персонажей и окружающей среды. В то время как внутриигровая модель Кратоса в проектах для PlayStation 2 состояла приблизительно из 5 000 полигонов, для модели из God of War III потребовалось около 20 000, гораздо меньше, чем для персонажей других игр: например, модель Нейтана Дрейка из Uncharted 2: Among Thieves состояла из 35 000 полигонов. По словам ведущего художника игры Кена Фельдмана, ещё одной причиной реалистичного образа Кратоса была высококачественная детализация текстур. Чтобы сделать базовую модель более реалистичной и увеличить количество анимаций, например, обеспечить движение мышц и анимацию лица, разработчики использовали новую технологию смешивания карт нормалей. Все главные герои были анимированы вручную, так как работы игровых аниматоров получились более «эффектными», чем игра актёров с использованием захвата движения, хотя выражения лиц актёров озвучивания второстепенных героев записывались отдельно с помощью системы захвата производительности от компании Image Metrics. Для анимации таких вещей, как волосы, аниматоры создали код вторичной анимации, известный как динамическая симуляция, которая позволяет самой PS3 математически рассчитывать, какой должна быть анимация: она точно генерирует движение, на воспроизведение которого у аниматоров уходит много часов.
Разработчики God of War III создавали игру на движке первых двух частей. Продюсер Стив Катерсон заявил, что команде из Santa Monica Studio удалось без труда использовать движок God of War II на PlayStation 3. Все возможности Кратоса из предыдущих проектов для PlayStation 2 сохранились на консоли следующего поколения; это позволило создателям сэкономить время для создания нового контента. На начальных этапах разработки они заменяли компоненты PlayStation 2 — рендерер, систему частиц и систему столкновений — на аналогичные компоненты PlayStation 3. Фельдман отметил, что, хотя создатели задействовали движок из God of War II, рендер и система анимации были «совершенно новыми». В период между презентацией игры на E3 2009 и датой релиза разработчики использовали пространственное сглаживание, которое, по словам графического инженера Бена Диаманда, «значительно улучшило края и сэкономило большое количество кадровой частоты».
Асмуссен оценил общую продолжительность игры в 10-20 часов, в зависимости от мастерства игрока. Хайт заверил пользователей, что сюжетная кампания God of War III длится больше 10 часов: «Мы провели множество игровых тестирований… Мы знаем, что по-настоящему хардкорному игроку потребуется [для её прохождения] больше времени, чем в случае с любой из предыдущих игр серии God of War». Итоговый сценарий игры разросся до 120 страниц, а максимальное количество врагов на экране увеличилось с 15 до 50. Для создания внутриигрового освещения использовался программный пакет для рендеринга Turtle от компании Illuminate Labs. Руководитель разработки Кристер Эриксон подтвердил, что в God of War III есть исключающая загрузочные экраны бесшовная загрузка. По словам аниматора Бруно Веласкеса, в то время как в первых двух частях присутствовали сгенерированные компьютером кат-сцены, всё внутриигровое видео из God of War III создавалось на игровом движке. 11 февраля 2010 года на телешоу GameTrailers TV был показан трейлер игры; Асмуссен подтвердил, что в нём использовались исключительно кадры игрового процесса. Были добавлены новые ракурсы камеры: в некоторых масштабных сражениях, где игрок по-прежнему управляет Кратосом, она отдаляется, а во время кульминации противостояния с боссами Посейдоном и Зевсом переключается на вид от первого лица. По словам технического директора Santa Monica Studio Тима Мосса, объём диска Blu-ray God of War III составляет 35 ГБ. Бюджет игры составил 44 млн $, а к концу разработки над игрой работали 132 человека.
Несколько актёров из предыдущих частей God of War вернулись к озвучиванию своих персонажей, в частности, Терренс С. Карсон (Кратос), Эрин Торпи (Афина), Кори Бёртон (Зевс), Деби Дерриберри (Каллиопа) и Гвендолин Йео (Лисандра). Озвучившая двух эпизодических персонажей в God of War Сьюзан Блэйксли заменила в роли Геи Линду Хант, которая сыграла рассказчицу, озвучив аннотацию из вступительной части игры. К работе над игрой присоединились Рип Торн, Натали Ландер и Малкольм Макдауэлл. Ллойда Шерра и Нолана Норта, которые озвучили Кроноса и Аида в прошлых частях, заменили Джордж Болл и Клэнси Браун. Кевин Сорбо получил роль Геракла из-за того, что ранее играл этого персонажа в телесериале «Удивительные странствия Геракла». Второстепенных персонажей озвучили Элайджа Вуд, Джош Китон и Фред Таташор, причём последние двое ранее участвовали в озвучивании предыдущих проектов.

## Выпуск
На игровой выставке Electronic Entertainment Expo (E3) 2009 была презентована демоверсия God of War III: в ней Кратос сражался с олимпийскими легионерами, кентаврами, химерами и циклопами на горе Олимп, обезглавливал Гелиоса, сталкивался с Персом, передвигался на гарпиях, а также использовал Клинки Афины и новое оружие — Немейские цестусы и лук Аполлона. 28 октября 2009 года представители SCE Europe разослали пользователям PlayStation Network электронные письма с кодами активации для демоверсии. 30 октября сотрудники GameStop предоставили ваучеры для загрузки демоверсии оформившим предварительный заказ игры клиентам; эти ваучеры также продавались в комплекте с ранними копиями сборника God of War Collection. Демоверсия God of War III и короткометражный фильм о создании игры шли в комплекте с Blu-ray-изданием картины «Район № 9». 4 февраля 2010 года подписчики Qore, интерактивного онлайн-журнала для PlayStation Network, также получили код для её активации. 25 февраля в европейском и североамериканском регионах демоверсия стала доступна для загрузки через PlayStation Store. Незадолго до выхода проекта рецензент издания Eurogamer опубликовал статью, в которой сравнивал графику из демоверсии и итогового продукта, похвалив улучшенное освещение и реалистичное размытие движений.
В Северной Америке релиз God of War III состоялся 16 марта 2010 года, в России — 17 марта, 18 марта игра вышла в Австралии, 19 марта в Европе и 25 марта в Японии. Она превзошла коммерческий успех своей предшественницы — за первую неделю было продано на 400 000 копий больше, чем в случае с God of War II. По данным розничной компании NPD Group, к концу марта 2010 года продажи игры в США достигли 1,1 млн копий, в результате чего God of War III стала самой продаваемой игрой того месяца, причём за первый месяц продажи игры превзошли показатели God of War II на 32 %. К июню 2012 года во всём мире было продано приблизительно 5,2 млн копий God of War III — около 2,8 млн в Северной Америке, 2 млн в регионах PAL и 417 866 единиц в Японии и Азии. Игра входит в линейку лучших игр PlayStation 3. 28 августа 2012 года God of War III, God of War Collection и God of War: Origins Collection были выпущены в Северной Америке в рамках сборника God of War Saga, являющегося частью линейки Sony под названием PlayStation Collections.

### Продвижение
У God of War III была масштабная маркетинговая кампания, которая началась в 2008 году, с публикацией в конце руководства к God of War: Chains of Olympus изображения логотипа PlayStation 3 в окружении греческой буквы Ω. Несколько месяцев спустя, во время пресс-конференции Sony E3 2008, был показан тизер-трейлер игры. Ещё один тизер демонстрировался на церемонии Spike Video Game Awards, а «официальный» трейлер God of War III появился в сети в феврале 2009 года. Одновременно с состоявшимся 16 марта 2010 года релизом игры был представлен финальный трейлер.
В октябре 2009 года представители Santa Monica Studio анонсировали выпуск коллекционного издания God of War III Ultimate, которое стало доступно для предварительного заказа в Северной Америке. Помимо самой игры, комплект содержал миниатюрную реплику Ящика Пандоры, выпущенную ограниченным тиражом книгу The Art of God of War III и код доступа к загружаемому контенту из PlayStation Network — режиму «Испытания изгнанника», бонусному костюму Кратоса «Доминус», документальному фильму «God of War: Unearthing the Legend», саундтреку God of War Trilogy и мини-альбому God of War: Blood & Metal. В Европе, Австралии и Новой Зеландии в продажу поступило ограниченное издание Ultimate Trilogy, в состав которого вошли содержимое Ultimate Edition, сборник God of War Collection, четыре альтернативных костюма Кратоса и тематические открытки. Также в Европе продавался комплект из консоли PS3 на 250 ГБ и копии игры. Журналистам из регионов PAL предоставлялся медиа-кит God of War III со специальной упаковкой; несколько экземпляров разыгрывались на сайте PlayStation Europe в течение недели с 22 марта 2010 года. В Японии продавались два издания — стандартное и God of War Trilogy, состоящее из игры, God of War Collection и артбука.
Некоторые розничные продавцы — Amazon.com, Game Crazy, Play.com и GameStop — предоставляли оформившим предварительный заказ пользователям премиальные скины главного героя — Аполлон, «Забытый воин» и «Призрак хаоса». В случае с GameStop игроки также получали подписанные концепт-художником God of War III Энди Парком постеры и флаеры для участия в лотерее «Be the Envy of the Gods». 7-Eleven подготовили эксклюзивные постеры к игре для оформивших предварительный заказ игроков и запустили ограниченную серию напитков Slurpee под названием «Ярость Кратоса», продававшихся в тематических стаканчиках. Стаканчики и промаркированные бутылки Mountain Dew содержали коды, которые можно было использовать на сайте Slurpee для получения загружаемого контента God of War III — роликов о создании игры, обоев для рабочего стола, контента PlayStation Home и скина Кратоса с бронёй Морфея.
В декабре 2009 года сотрудники Santa Monica Studio принимали от игроков видеозаявки для конкурса, чтобы определить главного фаната франшизы God of War. 18 лучших заявок демонстрировались в финальных титрах документального фильма 2010 года «God of War: Unearthing the Legend». Победители конкурса получили подписанные разработчиками издания God of War III Ultimate. Представители Sony и Spike TV спонсировали конкурс «Last Titan Standing», в котором участники старше 21 года соревновались за возможность сыграть в God of War III до её релиза. 15 марта 2010 года на Spike TV состоялся показ реалити-шоу God of War III: Last Titan Standing, победитель которого получил изготовленную на заказ в стилистике God of War III PS3. За неделю до выхода игры разработчики опубликовали предысторию Кратоса на сайте франшизы под названием «Путь к Олимпу».
20 марта 2010 года Джоуи Логано участвовал в гонке Scotts Turf Builder 300 на окрашенном в цветовую гамму God of War III и GameStop автомобиле NASCAR. В апреле сотрудники Machinima.com опубликовали в PlayStation Store пять видеороликов «Искусство игры», содержащих интервью с разработчиками God of War III. Компания DC Unlimited выпустила линейку фигурок персонажей игры. В рамках празднования попадания проекта в библиотеку Sony Greatest Hits представители Santa Monica Studio спонсировали проходивший с 4 марта по 1 апреля 2011 года розыгрыш, участники которого должны были предоставить оригинальный дизайн «величайшего монстра God of War»; победители получили одно из трёх изданий книги The Art of God of War III — ограниченное, специальное и издание в мягкой обложке, каждое из которых было подписано разработчиками игры.
В игре есть 36 трофеев, которые игроки открывают за прохождение сюжетной кампании и выполнение определённых условий. Разблокировавшие платиновый трофей пользователи получали ссылку на сайт spartansstandtall.com, на котором начиная с 4 мая 2010 года публиковалась информация о God of War: Ghost of Sparta для PlayStation Portable. Ранние физические копии Ghost of Sparta и все цифровые копии проекта в Европе содержали ваучер на загрузку скина брата Кратоса Деймоса в God of War III.

### Загружаемый контент и ремастер
2 ноября 2010 года ранее эксклюзивные для Ultimate Edition и Ultimate Trilogy Edition бонусный костюм «Доминус» и режим «Испытания изгнанника» стали доступны для приобретения в PlayStation Store. Оформившие подписку PlayStation Plus пользователи получали эти предметы бесплатно, а за покупку God of War и God of War II они в течение ограниченного периода времени могли приобрести скины «Забытого воина» и «Призрака хаоса». Впоследствии в PlayStation Store стали доступны для покупки и другие бонусные костюмы — Аполлон и броня Морфея.
В марте 2015 года в честь десятой годовщины франшизы God of War креативный директор Santa Monica Studio Кори Барлог анонсировал выход ремастера God of War III для PlayStation 4, который состоялся 14 июля в Северной Америке, 15 июля в Австралии и 17 июля в Великобритании. За портирование игры с PS3 отвечала компания Wholesale Algorithms. Ремастер поддерживает разрешение 1080p, кадровую частоту в количестве 60 кадров в секунду, содержит фоторежим, а также весь загружаемый контент для PS3. К концу первой недели релиза он занял 9-е место по количеству проданных копий в Великобритании. В июле 2015 года цифровая версия Remastered заняла 7-е место среди самых продаваемых игр для PlayStation 4 в PlayStation Store. К июню 2023 года было продано около 4 млн копий игры.

### Музыка
В марте и апреле 2010 года написанный Жераром Марино, Майком Рейганом, Роном Фишем, Крисом Веласко и Джеффом Роной саундтрек God of War III: Original Soundtrack from the Video Game распространялся в комплекте с изданиями Ultimate и Ultimate Trilogy в качестве загружаемого контента. 30 марта под лейблами Sony Computer Entertainment и Sumthing Else в продажу поступил компакт-диск с ним. Саундтрек был записан музыкантами из оркестра Skywalker и участниками Чешского национального симфонического хора. Каждый композитор привнёс в него разную эстетику: например, мелодии Марино были более ритмичными, в то время как композиции Фиша были сопряжены с мрачностью и безнадёжностью.
Обозреватель Square Enix Music Online оценил God of War III: Original Soundtrack from the Video Game на 9 баллов из 10 и назвал его лучшим саундтреком франшизы. Рецензент G4 отметил его качество и заявил, что композиции получились «сильными и фантастическими» даже без привязки к игре. По мнению Мазалара Мариуса из Tracksounds, который поставил саундтреку 6 баллов из 10, ему «не хватает замысловатости и индивидуальности, которые могли бы выделить его и придать уникальности… при этом [он] содержит необходимые громкие, гневные мелодии, под которые вы можете убить богов… к сожалению или к счастью». Рецензент посоветовал наслаждаться им в «малых дозах». На церемонии Spike Video Game Awards 2010 саундтрек был удостоен номинации в категории «Лучший оригинальный саундтрек».
| №                   | Название                  | Музыка              | Длительность |
| ------------------- | ------------------------- | ------------------- | ------------ |
| 1.                  | «God of War III Overture» | Марино              | 3:35         |
| 2.                  | «Call to Arms»            | Марино              | 2:40         |
| 3.                  | «Poseidon’s Wrath»        | Марино              | 2:32         |
| 4.                  | «Revenge Falling»         | Марино              | 3:10         |
| 5.                  | «Anthem of the Dead»      | Рона                | 1:17         |
| 6.                  | «Depths of Hades»         | Фиш                 | 2:54         |
| 7.                  | «The Forge of Hephaestus» | Рейган              | 2:18         |
| 8.                  | «Labor of Destruction»    | Фиш                 | 1:36         |
| 9.                  | «The Three Judges»        | Фиш                 | 1:40         |
| 10.                 | «The Lost Souls»          | Фиш                 | 2:38         |
| 11.                 | «Duel with Hades»         | Рона                | 1:43         |
| 12.                 | «Tides of Chaos»          | Марино              | 4:24         |
| 13.                 | «Stalker»                 | Веласко             | 1:55         |
| 14.                 | «The Muse’s Song»         | Веласко             | 2:06         |
| 15.                 | «Brothers of Blood»       | Веласко             | 2:44         |
| 16.                 | «Lure of a Goddess»       | Рона                | 2:07         |
| 17.                 | «The March of Tartarus»   | Фиш                 | 2:00         |
| 18.                 | «The Great Machine»       | Рейган              | 3:01         |
| 19.                 | «Pandora’s Song»          | Веласко             | 2:26         |
| 20.                 | «Revenge Rising»          | Рейган              | 1:34         |
| 21.                 | «All For Nothing»         | Веласко             | 2:22         |
| 22.                 | «Rage of Sparta»          | Марино              | 1:41         |
| 23.                 | «In the Face of Fear»     | Рейган              | 2:00         |
| 24.                 | «End of Vengeance»        | Марино              | 4:19         |
| Общая длительность: | Общая длительность:       | Общая длительность: | 58:42        |

## Восприятие
| Сводный рейтинг       | Сводный рейтинг             |
| Агрегатор             | Оценка                      |
| --------------------- | --------------------------- |
| GameRankings          | 92,07 % (PS3) 80,37 % (PS4) |
| Metacritic            | 92/100 (PS3) 81/100 (PS4)   |
| Иноязычные издания    |                             |
| Издание               | Оценка                      |
| 1UP.com               | A                           |
| Eurogamer             | 9/10                        |
| Game Informer         | 10/10 (PS3) 9/10 (PS4)      |
| GameSpot              | 9,0/10 (PS3) 8,0/10 (PS4)   |
| GameTrailers          | 9,2/10                      |
| IGN                   | 9,3/10 (PS3) 8,8/10 (PS4)   |
| OPMUK                 | 9/10                        |
| X-Play                | 5/5                         |
| Русскоязычные издания |                             |
| Издание               | Оценка                      |
| Absolute Games        | 95 %                        |
| «Игромания»           | 9/10                        |

По данным агрегатора рецензий Metacritic, God of War III получила всеобщее признание критиков. По мнению Адама Сесслера из X-Play, игра «завершает трилогию на исключительно высокой ноте». Рецензент IGN Крис Ропер заявил, что God of War III «практически задаёт новое слово» по части масштаба в игровой индустрии, отметив размеры титанов, которые «превышают полноценные уровни в других играх». Майк Джексон из Official PlayStation Magazine UK назвал её самым масштабным проектом франшизы God of War на момент выхода и отметил, что если бы она была последней игрой серии, то «обеспечила бы самому сильному герою PlayStation достойные проводы». Рецензент «Игромании» предпочёл эту игру другим слэшерам 2010 года — Bayonetta, Darksiders и Dante’s Inferno.
В своей рецензии для 1UP Мэтт Леоне оценил разнообразный игровой процесс и оружие, которое сделало боевую систему глубже. Кристиан Донлан из Eurogamer заявил, что игра получилась крупнее, грандиознее и более продуманной, чем предыдущие проекты. Он похвалил отзывчивое управление, в частности, удобное переключение между оружием. По словам Тома Макши из GameSpot, благодаря более качественным сражениям и возросшему масштабу «от игры трудно оторваться и ещё труднее забыть её»; главной особенностью God of War III он назвал жестокость, которая компенсирует повторяющийся игровой процесс. Джо Джуба из Game Informer назвал God of War III «жестоким и беспощадным» проектом, а Кратоса — «бесспорным королём жанра». В то же время Джексон сетовал на однообразный игровой процесс, а Ропер — на однородность некоторого оружия, так как, несмотря на уникальные способности и немного другие приёмы, они фактически повторяют друг друга.
Сюжет God of War III критики оценили неоднозначно. По мнению обозревателя GameTrailers, сюжетная линия игры делает греческую мифологию более интересной. Фил Хорншоу из GameFront отметил, что игроки наслаждались страданиями и насилием не меньше, чем чрезмерно жестокий протагонист Кратос. Донлан счёл историю настолько простой, насколько это возможно. Макши заявил, что со временем она «неожиданно становится мощной и трогательной и достигает пика в насыщенной множеством эмоций захватывающей кульминации»; завершение истории рецензент назвал эпичным. С другой стороны, Джуба не стал относить сюжет к выдающимся аспектам игры. Обозреватель Absolute Games похвалил разработчиков за добавление «присущей Max Payne рефлексии и толики философского подтекста».
По мнению Джексона, по части графики God of War III не уступает Killzone 2 и Uncharted 2: Among Thieves, если не превосходит их. Джуба заявил, что камера обеспечивает более кинематографичный опыт, чем проект от Naughty Dog. Ропер назвал визуальные эффекты впечатляющими, а Кратоса — одним из самых хорошо смоделированных персонажей в компьютерных играх. Обозреватель GameTrailers похвалил профессиональное проектирование уровней и графику God of War III.
Согласно Metacritic, в отличие от общепризнанной God of War III, её ремастер ограничился преимущественно положительными отзывами. Рецензенты сочли странным решение Sony переиздать третью часть на PS4, так как история игры начинается сразу после финала God of War II, что может сбить с толку игроков, которые не играли в предыдущие проекты франшизы. Несмотря на более гладкие текстуры и повышенную кадровую частоту, оригинальная игра и так отличалась впечатляющей графикой, поэтому обозреватели назвали изменения ремастера незначительными и недостаточно весомыми для приобретения того же самого проекта.

### Награды и номинации
В 2009 году God of War III победила в номинации «Самая ожидаемая игра 2010 года» на церемонии Spike Video Game Awards. Во время Spike Video Game Awards 2010 она одержала победу в номинациях «Лучшая игра для PS3» и «Лучшая графика», а Кратос был признан «самым крутым» персонажем. Среди других номинаций были: «Игра года», «Лучшая приключенческая игра в жанре экшн», «Лучший оригинальный саундтрек» и «Персонаж года» (Кратос). Также God of War III получила следующие награды: «Лучшая приключенческая игра в жанре экшн» (GameTrailers), «Лучшая игра в жанре экшн» (GameSpy), «Лучшая игра для PS3» (Game Revolution) и «Лучший эксклюзив для PS3» (Shacknews). На церемонии вручения премии BAFTA в области игр в 2011 году God of War III получила награду за «Художественные достижения» и проиграла в номинациях «Экшен» и «Игровой процесс».
На 14-й ежегодной церемонии награждения Interactive Achievement Awards Академия интерактивных искусств и наук вручила God of War III премию «За выдающиеся достижения в анимации». Также игра была номинирована в следующих категориях: «Игра года», «Игра года в жанре экшн», «Выдающееся достижение в художественном руководстве», «Выдающееся достижение в художественном оформлении» и «Выдающееся исполнение персонажа» (Терренс С. Карсон за озвучивание Кратоса).

### Будущее
Релиз первого приквела God of War III с подзаголовком Ghost of Sparta для PlayStation Portable состоялся 2 ноября 2010 года в Северной Америке, после чего 3 ноября она вышла в Европе, 4 ноября — в Австралии и Новой Зеландии и 5 ноября — в Великобритании и Ирландии. Действие игры происходит между God of War и Betrayal. По сюжету, Кратос отправляется на поиски своего брата Деймоса в Царство Смерти, где противостоит богу смерти Танатосу. 12 марта 2013 года в Северной Америке в продажу поступил второй приквел God of War III под названием God of War: Ascension; в Европе и регионах PAL игра вышла 13 марта, в Австралии и Новой Зеландии — 14 марта, а в Великобритании и Ирландии — 15 марта. 15 октября 2013 года в североамериканском регионе Ascension стала доступна для загрузки через PlayStation Store. В Европе и Австралии цифровая версия игры вышла 23 октября, а в Японии и Азии — 31 октября. 24 сентября 2014 года Ascension появилась на игровом стриминговом сервисе Sony PlayStation Now. Действие игры происходит до начала God of War. По сюжету, Кратос намеревается отомстить пытавшим его эриниям и своему бывшему покровителю Аресу.
20 апреля 2018 года состоялся релиз игры God of War для PlayStation 4, являющейся продолжением God of War III и вместе с тем мягким перезапуском франшизы, в котором греческую мифологию сменила скандинавская. 9 ноября 2022 года на PlayStation 4 и PlayStation 5 вышло её прямое продолжение с подзаголовком Ragnarök.